# Léonie de Montbreuse

Léonie de Montbreuse est le deuxième roman de Sophie Nichault de la Valette, dame Lottier puis Gay, publié anonymement en 1813 avec les initiales de son nom. Il est selon Sainte-Beuve, son plus délicat ouvrage, celui qui mérite le mieux de rester dans une bibliothèque de choix, sur le rayon où se trouveraient la Princesse de Clèves, Adèle de Sénanges et Valérie.

## Résumé
Sainte-Beuve écrit le résumé dans ses Causerie du lundi  en 1852 : 
Léonie a seize ans ; orpheline de sa mère, elle a été élevée au couvent ; elle en sort, ramenée par son père M. de Montbreuse, qui va songer à l’établir. En quittant son couvent, où elle laisse une amie indispensable, elle verse « autant de larmes qu’elle en eût répandu si l’on était venu lui dire qu’il y fallait passer un an de plus. » Léonie a l’imagination vive ; elle ne conçoit rien de médiocre : elle est de celles qui veulent être des plus distinguées ou complètement ignorées : « Adorée ou indifférente ! voilà, dit-elle, tout le secret des chagrins de ma vie. » Arrivée chez son père, Léonie voit une tante, madame de Nelfort, bonne personne, mais très-exagérée, et qui a pour fils un Alfred, joli garçon, étourdi, dissipé, un peu fat déjà et lancé dans les aventures à la mode, colonel, je le crois, par-dessus le marché ; car la scène se passe dans l’ancien régime et à une date indécise. Madame de Nelfort loue son fils, elle loue sa nièce ; M. de Montbreuse, homme prudent, froid, et qui cache sa tendresse sous des dehors réservés, essaie de prémunir sa fille contre ces exagérations mondaines ; il lui trace aussi la ligne de conduite qu’il voudrait lui voir tenir avec son cousin Alfred. Mais Alfred paraît ; c’est à l’Opéra que Léonie l’aperçoit d’abord ; il y est fort occupé auprès d’une élégante, madame de Rosbel ; ou plutôt, tandis que la foule des adorateurs s’agitait autour de la coquette, qui se mettait en frais pour eux tous, Alfred, plus tranquille, « lui parlait peu, ne la regardait jamais, et l’écoutait avec l’air de ne point approuver ce qu’elle disait, ou d’en rire avec ironie :
« Cette espèce de gaieté (c’est Léonie qui raconte) contrastait si bien avec les airs doucereux et flatteurs des courtisans de madame de Rosbel, que personne ne se serait trompé sur le genre d’intimité qui existait entre elle et M. de Nelfort. Cette première remarque, jointe à celle d’une plus longue expérience, m’a convaincue que les femmes sont souvent plus compromises par la froide familiarité de celui qu’elles préfèrent, que par les soins empressés d’un amant passionné. La sécurité de l’un trahit leur faiblesse ; l’inquiétude de l’autre n’apprend que son amour. »
Voilà de ces remarques fines, comme madame Gay en avait beaucoup, la plume à la main. Quand elle causait, elle en avait aussi, mais elles disparaissaient au milieu de ce qu’il y avait de plus actif et de plus animé dans sa personne. On les retrouve plus distinctes quand on la lit.

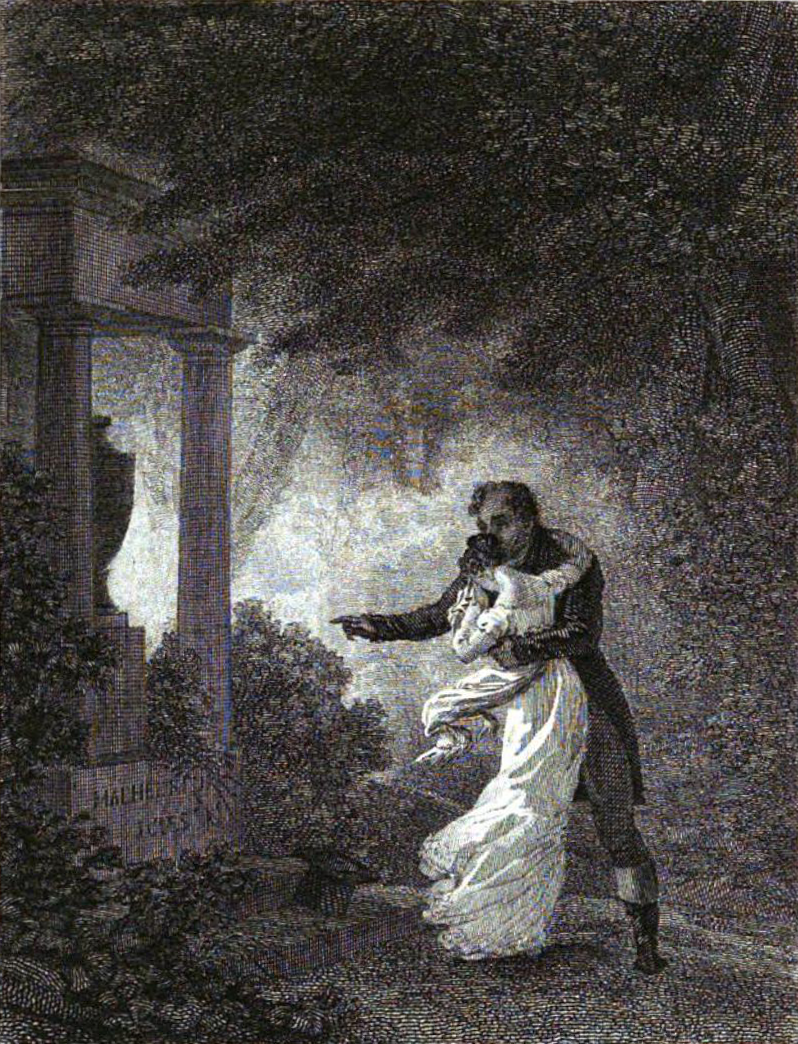
Illustration du roman.

Pourtant Léonie commence par se piquer d’honneur. Elle a entendu au passage madame de Rosbel la désigner du nom de petite pensionnaire : il n’en faut pas plus pour qu’elle en veuille à Alfred d’avoir souri à cette injure, et pour qu’elle débute avec lui par exiger une réparation. Alfred, auprès d’une si jolie cousine, ne demande pas mieux que de réparer ; une fois qu’il a le secret de ce dépit, il reprend aisément ses avantages. Il a l’air de sacrifier madame de Rosbel, et il croit à ce moment préférer Léonie. Dès le premier pas, les voilà engagés tous deux plus qu’ils ne pensent :
« Alfred me plaisait, je crus l’aimer, dit Léonie. Que de femmes sont tombées dans la même erreur ! Ne connaissant l’amour que par récit, le premier qui leur en parle émeut toujours leur cœur en leur inspirant de la reconnaissance ; et, dupes de cette émotion, elles prennent le plaisir de plaire pour le bonheur d’aimer. »
J’omets divers accidents qui engagent de plus en plus la jeune exaltée et l’aimable étourdi. Cependant M. de Montbreuse avait d’autres projets pour sa fille ; il la destinait au fils de l’un de ses meilleurs amis, et dont il était le tuteur ; mais elle lui laisse à peine le temps de lui expliquer ce désir ; elle aime Alfred, elle n’aime que lui : Jamais d’autre ! c’est sa devise. Bref, le mariage est fixé à l’hiver prochain ; Alfred, qui a été blessé à l’armée, a lui-même besoin d’un délai, quoique ce terme de huit mois lui semble bien long. On doit passer ce temps au château de Montbreuse dans une demi-solitude, et s’y éprouver l’un l’autre en préludant au futur bonheur. C’est ici que le romancier fait preuve d’un art véritable ; ces huit mois, destinés à confirmer l’amour d’Alfred et de Léonie, vont peu à peu le défaire, et leur montrer à eux-mêmes qu’en croyant s’aimer, ils s’abusent.
Et tout d’abord Alfred, à peine arrivé au château, trouve Suzette, une fille de concierge, mais élevée un peu en demoiselle, et, en la voyant, il ne peut s’empêcher de s’écrier assez militairement devant Léonie : « Ah ! la jolie petite personne ! » —
« Dans ma simplicité, remarque Léonie, je croyais alors qu’un homme bien amoureux ne pouvait parler avec chaleur d’aucune autre beauté que de celle de l’objet de son amour ; mais l’expérience m’a prouvé, depuis, que les femmes seules étaient susceptibles d’un sentiment exclusif ; l’amant le plus passionné pour sa maîtresse n’en est pas moins sensible aux charmes de toutes les jolies femmes, tandis que celle qui aime ne voit pas son amant. »
Ce n’est là qu’un commencement : la façon dont cet amour de tête chez Léonie se découd chaque jour insensiblement et comme fil à fil est très-bien démêlée. Alfred, dès qu’il se porte mieux, fait des sorties à cheval et court les champs ; au retour, il a mille bonnes raisons pour s’excuser.
« En sa présence, dit Léonie, j’accueillais toutes ses raisons, et j’allais même jusqu’à me reprocher de l’avoir accusé ; mais, dès qu’il me laissait longtemps seule, je m’ennuyais, et c’est un malheur dont on se venge toujours sur celui qui en est cause, et quelquefois sur ceux qui en sont innocents. »
M. de Montbreuse a beau faire à sa fille de petits sermons sur l’ennui, vouloir lui prouver que chacun s’ennuie dans sa sphère, et que savoir s’ennuyer est une des vertus les plus utiles dans le monde, elle n’en croit rien et trouve un tel héroïsme au-dessus de ses forces de dix-sept ans.
Quand Alfred se décide à rester au château, il ne réussit pas toujours mieux qu’en s’éloignant :
« Son esprit si vif, si gai dans le grand monde, où l’ironie a tant de succès, était d’un faible secours dans une société intime où l’on n’a point envie de se tourner mutuellement en ridicule. C’est là qu’il faut réunir toutes les qualités d’un esprit attachant pour y paraître longtemps aimable. Une bonne conversation se compose de tant d’éléments divers que, pour la soutenir, il faut autant d’instruction que d’usage, de bonté que de malice, de raison que de folie, et de sentiment que de gaieté. »
C’est Léonie, c’est madame Gay qui observe cela, et on ne dit pas mieux. Il y avait donc des moments où Alfred était tout à fait au-dessous de lui-même et des autres, quand ces autres étaient tout simplement un petit cercle de gens instruits et aimables ; il le sentait, il en souffrait et en devenait de mauvaise humeur et maussade, par conséquent ennuyeux. Léonie le sentait aussi et en souffrait à sa manière, mais plus profondément : « On est si humilié, remarque-t-elle, de découvrir une preuve de médiocrité dans l’objet qu’on aime, qu’il y a plus de honte que de regret dans le chagrin qu’on en éprouve. »
Un certain Edmond de Clarencey, voisin de campagne, se trouve là d’abord comme par un simple effet du voisinage ; il cause peu avec Léonie et semble ne lui accorder qu’une médiocre attention ; il accompagne Alfred dans ses courses et lui tient tête en bon camarade. Pourtant, quand ils s’aperçoit de ses petits désaccords avec Léonie, il lui arrive une ou deux fois, et sans en avoir l’air, d’y prendre garde et de les réparer. Cette attention imprévue et détournée choque Léonie dès qu’elle s’en aperçoit, presque autant que l’inattention première ; car enfin, s’il entrait au moins quelque générosité dans la conduite de M. de Clarencey ! s’il sacrifiait quelque chose en s’intéressant ainsi au bonheur de son ami ! s’il lui enviait tout bas la douceur d’être aimé !
« Mais rien, nous dit Léonie, ne pouvait m’en donner l’idée, et j’avoue à ma honte que j’en éprouvais de l’humeur. Les femmes, habituées aux éloges, aux protestations de tendresse, ont cela de malheureux qu’elles ne peuvent supporter la pensée d’être indifférentes même aux gens qui les intéressent le moins. Le dépit qu’elles en ressentent les conduit souvent à faire, pour plaire, des frais exagérés qui les compromettent si bien qu’elles ne savent plus comment rétrograder, et bientôt elles se trouvent engagées sans avoir le moindre sentiment pour excuse. Je crois que ce travers de la vanité a fait commettre plus de fautes que toutes les folies de l’amour. »
Ce n’est point ici le cas pour Edmond : Léonie est loin de s’engager avec lui ; mais peu à peu elle le remarque, elle lui en veut, puis elle lui sait gré ; enfin, elle s’occupe de lui, et tout le terrain que perd Alfred, Edmond insensiblement le gagne. Il y a, je le répète, beaucoup d’art et de nuance dans cette seconde partie du roman. Le tout se termine à souhait, puisque cet Edmond n’est autre que le pupille et le protégé de M. de Montbreuse, celui dont Léonie n’avait point d’abord voulu entendre parler, sans même le connaître. Elle finit par l’épouser sans qu’Alfred en souffre trop, et la morale du roman, cette fois excellente, c’est que, « de tous les moyens d’arriver au bonheur, le plus sûr (pour une jeune fille qui sort du couvent) est celui que choisit la prévoyante tendresse d’un père. »
Dans ce roman gracieux, où il n’entre rien que de choisi et où elle a semé de fines observations de société et de cœur, madame Gay s’est montrée une digne émule des Riccoboni et des Souza
Léonie de Montbreuse était dédiée, dans la pensée de 
madame Gay, à sa fille madame la comtesse de Canclaux, 
née du premier mariage. Voici les vers faciles et maternels 
qu’elle avait écrits en tête de l’exemplaire donné à madame 
de Canclaux, qui venait de se marier au moment où le roman 
parut : 
     Comme un doux souvenir, accepte cet ouvrage. 

     Tu sais que pour toi seule il fut imaginé ; 

     Alors que du malheur nous ressentions l’outrage, 

         À te distraire il était destiné. 

     Parfois de ses chagrins tu plaignais Léonie, 

     Et, sans les imiter, tu riais de ses torts ; 

     Plus sage en tes projets, sans ruse, sans efforts, 

     Tu m’as laissé le soin du bonheur de ta vie. 

     Le choix de cet époux qui devait te chérir 

     À ma tendresse fut confié par toi-même ; 

     Je le vois t’adorer presque autant que je t’aime. 

     Et ce que j’ai rêvé, tu viens de l’accomplir.

## Éditions
- 1813 : Léonie de Montbreuse, À Paris, Renard, par Mme S… G…,
- 1817 : Léonie de Montbreuse, À Vienne, de l'imprimerie Deschrämbl
- 1823 : Léonie de Montbreuse, À Paris, Aug. Boulland, voir référence Gallica, la seconde édition n’est point anonyme.
- 1823 : Léonie de Montbreuse, par Mme Sophie Gay, auteur d’Anatole et de Laure d’Estell, seconde édition revue et corrigée. À Paris, chez Ambroise Tardieu, éditeur Google books
- 1864 : Léonie de Montbreuse, À Paris, Michel Lévy frères Gallica
- 1871 : Léonie de Montbreuse, À Paris, Michel Lévy frères Internet Archive